# The Rolling Stones

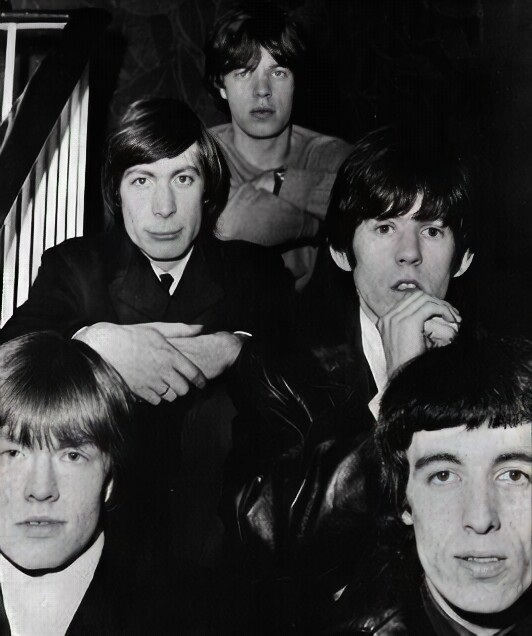
The Rolling Stones 1965: Brian Jones, Charlie Watts, Mick Jagger, Keith Richards, Bill Wyman

A The Rolling Stones brit rockegyüttes az 1960-as évek brit blues hullámának vezető zenekara volt, az 1960-as évek elején részt vett az úgynevezett brit invázióban.  1969-es amerikai turnéjuk idején „a világ legjobb rock and roll-együttese” néven hivatkoztak rájuk. Nevük fordítása: Gördülő Kövek, jelentése pedig "Nyughatatlan emberek" (a gördülő kövek kifejezést a szleng átvitt értelemben a nyughatatlan emberek szinonimájaként használja).
Karrierjük kezdetén rengeteg blues-, rhythm and blues-, country- és rock and roll-feldolgozást játszottak. Első felvételeiken többek között Chuck Berry, Bo Diddley, Screamin’ Jay Hawkins, Muddy Waters, Larry Williams és Howlin’ Wolf dalait játszották. Mick Jaggert és Keith Richardsot a rocktörténelem legsikeresebb dalszerzői között tartják számon. A zenekar sosem zárkózott el más zenei stílusok elől: a reggae, funk, disco, country, folk, soul, pszichedelikus rock mind hatottak zenéjükre. A mai rhythm and blues zenekarok által játszott stílus az utóbbi évtizedekben nagymértékben megváltozott, és jelentősen eltér a Rolling Stones által létrehozott és fémjelzett irányzattól.
A Rolling Stones ma a világ egyik legrégebben működő rockzenekara, még ma is készítenek felvételeket és turnéznak. Gyakran a Stones turnéja az adott év anyagilag legsikeresebb koncertkörútja, új albumaik pedig rendre az amerikai Billboard 200 slágerlista első öt helyezettje között vannak.
A Stones ötvenéves pályafutása során Mick Jagger, Keith Richards és Charlie Watts mindvégig az együttes tagja volt. Lemezeikből világszerte több mint 200 milliót adtak el, így minden idők egyik legsikeresebb zenekara.
A Rolling Stonest 1989-ben iktatták be a „Rock and Roll Hall of Fame”-be, a Rolling Stone magazin „Minden idők 100 legjobb előadója” listáján a negyedik helyre kerültek.
2021-ben Charlie Watts dobos elhunyt. 

## Történet

### A korai évek: 1962–1965
A Rolling Stones 1962-ben alakult, amikor két korábbi iskolatárs, Mick Jagger és Keith Richards találkozott Brian Jonesszal, aki ekkor Alexis Korner Blues Incorporated zenekarában játszott, Elmo Lewis művésznéven. Ez idő tájt a későbbi Stones tag, Charlie Watts is fellépett Kornerrel. Az első próbát Brian és Stewart szervezte, ahova Jagger magával hívta Richardsot is. Az eredeti felállás a következő volt: Mick Jagger (ének, szájharmonika), Brian Jones (gitár, szájharmonika, vokál), Keith Richards (gitár, vokál), Ian Stewart (zongora), Dick Taylor (basszusgitár); több dobos is játszott velük: Mick Avory (később a The Kinks tagja), Tony Chapman és Carlo Little.
Az új formációt Muddy Waters Rollin' Stone című dala után Brian nevezte el. Néhány próbán 1962 júniusában Geoff Bradford gitáros is jelen volt, de ő még az első hivatalos fellépés (1962. július 12-én a Marquee Klubban) előtt kivált a zenekarból. Taylor hamarosan visszatért a művészeti iskolába, később pedig megalapította a Pretty Things zenekart. Helyére Bill Wyman került (egy anekdota szerint csak azért, mert neki volt jó erősítője). 1963 januárjában Avory is kiszállt, az ő helyét Charlie Watts vette át.
Az első menedzser Giorgio Gomelsky volt, aki lefoglalta az együttest a Crawdaddy Clubba. Nyolc hónap alatt a Stones lett London első számú koncertzenekara, műsoraikat a The Beatles is megnézte. Annak ellenére, hogy a koncerteken Jagger volt a főszereplő, művészileg ekkor Jones volt a zenekar vezetője (szinte minden keze ügyébe kerülő hangszeren tudott játszani). Rövid idő leforgása alatt – a régi rhythm and blues-dalok energikus feldolgozásainak köszönhetően – lelkes rajongótáborra tettek szert. Új menedzserük, Andrew Loog Oldham közbenjárására az a Decca Records kötött velük szerződést, amely 1962 januárjában elutasította a Beatlest.
1963. június 7-én jelent meg első kislemezük, Chuck Berry Come On című dalának feldolgozása. Oldham tanácsára Ian Stewart nem lett hivatalos tagja a zenekarnak, bár a stúdióban és a koncerteken együtt játszott velük.
Az első, a csapat nevét viselő EP-jük anyagát a koncerteken sikert aratott dalok alkották. 1964. április 16-án jelent meg első albumuk, a The Rolling Stones (az USA-ban England’s Newest Hitmakers) (UK #1; US #11), ami olyan klasszikusokat tartalmazott, mint a Route 66 (Nat King Cole), a Mona (Bo Diddley), a Carol (Chuck Berry) és egyik legkorábbi saját szerzeményük, a Tell Me (első amerikai top 40 slágerük #24 ). (A lemez amerikai kiadásán a Mona helyett a Not Fade Away szerepelt.) Az albumnak kulcsszerepe volt abban, hogy a brit fiatalok megismerték a rhythm and bluest, és ezzel az Amerikába irányuló Brit Inváziót is erősítette. De ami még fontosabb: a Beatles akkoriban öltönyt hordott, jól fésült, ápolt volt, a Stones viszont épp az ellenkezője: szándékosan ápolatlanok voltak, a fényképeken pedig egy csapat bűnözőre hasonlítottak. A fiatal lányok megőrültek értük, a tizenévesek egyik kedvenc együttesévé váltak. Ekkor fedezte fel egy partin Oldham a fiatal Marianne Faithfullt és azonnal a szárnyai alá vette. A későbbiekben írt is neki számokat a Jagger/Richards szerzőpáros (As Tears Go By, Sister Morphine), és Faithfull több éven át Mick Jagger barátnője volt.
Második albumuk az 1964-es év végi 12x5. Az ezt követő, 1965-ös The Rolling Stones No.2 (az USA-ban The Rolling Stones, Now!) (UK #1; US #5) szintén több feldolgozást tartalmazott, ám Mick Jagger és Keith Richards is írt rá néhány dalt. Ebben Andrew Loog Oldhamnek is szerepe volt, aki állítólag egy szobába zárta és addig nem engedte ki őket, amíg nem írtak olyan dalt, amit ki lehetne adni. A fiúk Little Red Rooster verziója elérte az első helyet Angliában, míg Amerikában betiltották „kifogásolható” szövege miatt. Európa- és Amerika-szerte turnéba kezdtek. Első angliai turnéjukon olyan amerikai sztárokkal léptek fel együtt, mint Ike és Tina Turner, Bo Diddley, a The Ronettes, a The Everly Brothers és Little Richard.
Eközben időt szakítottak arra, hogy meglátogassanak kedvenc zenei stílusuk, a blues történetéhez fűződő fontos helyszíneket; ezen helyszínek egyikén, a chicagói Chess Records stúdióban vették fel Five by Five című EP-jüket.
Ez idő tájt olyan amerikai revüműsorokban léptek fel, mint az Ed Sullivan Show, ami után Sullivan megfogadta, hogy a felfordulás miatt nem hívja többet műsorába a Stones-t, amit később nem tudott betartani. Dean Martin, tv-revüjén a The Hollywood Palace-on kigúnyolta a fiúk haját a fellépés alatt. 1964 októberében James Brownt követték a teátrális The T.A.M.I. Show-ban, ahol amerikai zenészek és a Brit Invázió zenészei léptek fel. Jagger 2003-ban az alábbiakat mondta erről:
Tulajdonképpen nem közvetlenül James Brown után léptünk fel, mert volt néhány óra szünet a felvételek közt. James kiborult ettől…
Az első amerikai turné nem váltotta be a hozzá fűzött reményeket. A nézők helyfoglalás miatti alacsony száma is elrontotta pár előadás hangulatát.

### A „Getnó”-tól a Koldusok Bankettjéig: 1965–1968
1965. július 26-án jelent meg az Out of Our Heads című album (UK #2; US #1). Az amerikai kiadáson helyet kapott (I Can’t Get No) Satisfaction című daluk, melynek riffjét Keith Richards „álmodta meg”. Különböző dallamokat vett fel, és egyszer csak elaludt; amikor felébredt, majdnem letörölte a szalagot, de úgy döntött, hogy visszahallgatja. Később azt mondta, hogy „két perc 'Satisfaction' és negyven perc horkolás” volt rajta. A „Satisfaction” mára a Rolling Stones legismertebb dalává vált.
Soha máskor nem volt a tagok kapcsolata annyira kiegyensúlyozott, mint ekkor. 1963-ban Jagger, Richards és Jones egy barátjuk, James Phelge társaságában élt egy nyomorúságos londoni lakásban. Annyira kedvelték Phelge-t, hogy felhasználták a nevét a zenekar korai kompozícióit jegyző Nanker Phelge álnévhez. Két évvel később Brian Jones megismerkedett Anita Pallenberg modell-színésznővel, aki bevezette a Stonest a társadalom magasabb köreibe: fiatal művészek, zenészek és filmesek társaságába. Oldham ösztönzésére Jagger és Richards egyre több dalt írt, az Out of Our Heads amerikai kiadásán hét saját daluk szerepelt. A brit kiadáson azonban csak négy volt, mivel a „Satisfaction” és a „The Last Time” nem került fel rá. A korabeli brit gyakorlat szerint kislemezdalok nem kerülhettek fel az albumra, mert azt a vásárlók megrövidítésének tartották.
A Stones Amerikában később futott be, mint más brit együttesek (The Beatles, The Dave Clark Five…), akik 1964-ben lettek híresek ott. Első „nagy” slágerük a „Time is on My Side” volt 1964 szeptemberében. Nagy erőkkel folytatták, ám a végső sikert a „Satisfaction” hozta meg 1965 nyarán.
Bill Wyman Rolling with the Stones című könyve szerint Tom Wolfe így foglalta össze 1965-öt: „A Beatles meg akarja fogni a kezedet, a Stones fel akarja gyújtani a városodat”. Dalszerzői tehetségük kezdett nyilvánvalóvá válni, Jagger és Richards fokozatosan átvette a vezetést. Jones – háttérbe kerülésének tudatában – egyre inkább elmerült a drogokban, elidegenedett Richardstól és Pallenbergtől, akik egy több mint tíz évig tartó kapcsolatba kezdtek. Ebben az időszakban Pallenberg nagy hatást gyakorolt zenéjükre, mindannyian megbíztak benne; erre enged következtetni a komor Paint It, Black és a Have You Seen Your Mother, Baby, Standing in the Shadow? promóciós filmje (női ruhákban szerepeltek). Következő albumuk, az 1966-os Aftermath (UK #1; US #2) újabb mérföldkő a zenekar történetében: ez az első albumuk, amin kizárólag Jagger-Richards szerzemények találhatók: a Mother’s Little Helper a gyógyszerfüggőségről, az Under My Thumb a férfi nő feletti hatalmáról szól. Jones sokat hozzátett ehhez az albumhoz, az egzotikus hangszerek használata is az ő nevéhez köthető, amivel nagyban növelte a Stones hangzásvilágát. Az Aftermath amerikai verziója tartalmazza a közel-keleti hatású Paint It Blacket, a Lady Jane című balladát és a majdnem 12 perces Going Home-ot. Utóbbi az első kiadott jammelés, ami top eladású rock & roll albumon szerepel. Később Jimi Hendrix, a Cream és sok más hatvanas-hetvenes évekbeli zenekar is kiadott hosszú jammeléseket.

Jaggerre, Richardsra és Jonesra hirtelen elkezdtek vadászni az illegális drogfogyasztás miatt. 1967-ben a sussexi rendőrség kapott egy fülest a News of the Worldtől és megrohamozták Richards otthonát, Redlandet. Jaggert és Richardsot drogbirtoklás vádjával lecsukták. 2003-ban Richards ezt mesélte a történtekről: 
A mulatság akkor szakadt félbe, amikor letartóztattak minket Redlandsben, és hirtelen rádöbbentünk, hogy egy teljesen más pályán játszunk. London számunkra egy gyönyörű hely volt, ahol azt tettünk, amit csak akartunk, de a kalapács lecsapott, és visszatértünk a valóságba.

Az 1967-es Between the Buttons (UK #3; US #2) több kortárs zenekar (The Who, The Kinks) hatását mutatja. Két legismertebb dala a Ruby Tuesday és a Let’s Spend the Night Together. Utóbbinak ki kellett cenzúrázni a szövegét „Let's Spend Some Time Together”-re az Ed Sullivan Show-ban. Ez az első alkalom, amikor a Stones „eladta” magát. Az album után Andrew Loog Oldham otthagyta az együttest. 2003-ban Jagger az alábbiakat mondta: 
Andrew Oldham távozásának oka az volt, hogy szerinte nem koncentráltunk eléggé, és úgy viselkedtünk, mint a gyerekek. Nem volt valami felemelő pillanat, és azt hiszem, Andrew számára sem. Mindig rengeteg volt a zavaró tényező, és olyankor szükség van valakire, aki segít összpontosítani. Ez volt Andrew feladata.
Oldham később életrajzában azt állította, hogy a Stones háza táján jelentkező pénzhiány annak volt köszönhető, hogy ő kiadta a kezéből a zenekar menedzselését.
1967 májusában, nem sokkal a Jagger és Richards perei előtt, letartóztatták Brian Jonest marihuána birtoklása miatt. Óvadék ellenében ejtették a letöltendő büntetést. Június 27-én Jaggert és Richards-ot elítélték és börtönbüntetést kaptak. Ezen felbuzdulva jelent meg „Ki törne kerékbe egy lepkét?” címmel, vezércikk a The Times-ban. Richards ítéletét fellebbezés után megsemmisítették, Jaggerét csökkentették feltételes szabadlábra helyezésre. Az együttes felvett egy új kislemezt, We Love You címmel, amivel köszönetet mondtak a rajongók hűségéért, amit a pereik alatt tanúsítottak. A dalban John Lennon és Paul McCartney vokálozik.
1967 decembere magával hozta a Their Satanic Majesties Request(UK #3; US #2) megjelenését, amit a Beatles Sgt. Pepper's Lonely Hearts Club Band-jére adott válasznak szánnak. Elejétől a végéig pszichedelikus rockot tartalmaz, amint azt leghíresebb dalai, a 2000 Light Years From Home és a bravúros hangszerelésű She's a Rainbow is bizonyítják. Elég nehéz körülmények közt vették fel, hiszen eközben indultak a kábítószer-birtoklás miatti eljárások hármójuk ellen. Szokatlan módon Bill Wyman írta és énekelte az album In Another Land című számát. Másik érdekesség, hogy az elülső borító egy 3 dimenziós kép, melyen el van rejtve a négy Beatles-tag portréja (viszonzásképp a Sergant Pepper borítóján látható, "Welcome the Rolling Stones" feliratú babáért). Jagger az album pszichedelikus hangzásának erős szószólója volt. Bár már az Aftermath és a Between the Buttons is tartalmazott pszichedelikus hatásokat, ezt a lemezt sokan kakukktojásnak tartják. Azért is, mert ez az első album, aminek a Stones maga volt a producere. Az együttes utolsó pszichedelikus dala az egy évvel később, a Jumpin' Jack Flash B-oldalaként megjelent Child Of The Moon volt.

1968 elején megszerezték új menedzserüknek Allen Kleint. Az év első pár hónapját az új albumukhoz való anyaggyűjtéssel töltötték. Ezen hónapok terméke a Jumpin' Jack Flash, májusban kislemez készült belőle. Ez a dal és az év későbbi részében kiadott Beggars Banquet (UK #3; US #5) mutatja a visszatérést a blues-gyökerekhez. Részben az új producernek, Jimmy Millernek köszönhetően. Az album jellemző darabja a (kislemezként is kiadott) Street Fighting Man és az album nyitózenéje, a Sympathy For The Devil. A Beggars Banquet hangzása country és blues keveréke. Bár a Stones új zenei korszaka kezdetének tartják, félakusztikus hangzásával, és a még nyomokban fel-feltűnő pszichedelikus ízekkel csaknem annyira eltér a későbbi lemezek hangzásától, mint a Their Satanic. Remek fogadtatást kapott az album és valódi zenei evolúció a Satanic Majesties óta. Richards az alábbit nyilatkozta 2003-ban: 
Különbség van a Satanic Majesties és a Beggars Banquet zenei anyagai között. Torkig voltam az egész Maharishi guru szarsággal, a gyöngyökkel és a csengőkkel. Ki tudja honnét szedtük elő őket - az egészet a sok szabad idő hozta ki, de hirtelen kaptunk egy jó nagy adag realitást. A wormwoodi börtönben ülve elég idő maradt a gondolkodásra. Kurvára idegesített, hogy elkaptak minket. Elhatároztuk, hogy szétszedjük a világot. Abban az időszakban a haragunkat a zenénken keresztül tápláltuk.
Eztán Richards elkezdett egy egyedibb, 5 húros nyitott g-hangolást használni. (az alacsonyabb 6. húrt kiszedve). Ez hallható a '69-es Honky Tonk Woman kislemezen, a Brown Sugar-on (Sticky Fingers, 1971), Tumbling Dice-on, Happy-n, (Exile on Main St., 1972), és a Start Me Upon (Tattoo You, 1981) is. Ez a hangolás a Stones és Richards védjegyévé vált azóta.
A Beggars Banquet alatt Jones szinte teljesen eltávolodott a zenekartól. Drogproblémái is lehetetlenné tették az együttműködést vele. Jagger 2003-as nyilatkozata szerint:
Őt igazán nem érdekelte már, hogy benne van-e az együttesben. Csak csinálta a dolgát. Az emberek különbözőek és nem akar mindenki negyven évet lehúzni egy rockbandában. Te tudod, mit akarsz. Néhány ember pszichikailag nem alkalmas az életnek erre az ösvényére és Brian volt az egyik ilyen közülünk. Őt tényleg nem erre szabták.
Brian utolsó együttműködése az együttessel az 1968 végén felvett Rock And Roll Circus volt. Június 8-án Jagger, Richards és Watts ellátogattak Brianhez. 1971-ben Keith az alábbiakat mondta:
Leutaztunk hozzá és azt mondta, 'Nem akarom tovább csinálni, nem akarom újrakezdeni és nem akarok újabb turnékat.' és mi azt mondtuk, 'Oké, Brian, megértjük. Majd jövünk megint és megnézzük, hogy vagy, időközben hogy döntöttél. Hivatalosan is távozol?' és ő azt mondta' Igen, tegyük ezt, jelentsétek be, hogy távoztam és ha úgy érzem, majd visszatérek.
Jonest aznap leváltották a húszéves Mick Taylorra a John Mayall's Bluesbreakersből.
Brian egy hónapra a távozása után meghalt sussexi otthonában, a Cotchford Farm medencéjében.

### Még egy Mick a zenekarban: 1969–1974
Két nappal Jones halála után tartották a Mick Taylor bemutatására szánt Hyde Park-i koncertjüket. Azonban a sajnálatos fordulat miatt emlékkoncertté szervezték át az eseményt, ami mintegy 250 000 rajongót mozgatott meg. Brian halálával szintén egybeesett, a halála napján, július 3-án kiadott Honky Tonk Woman kislemez. A Granada Television emlékkoncertről készített felvételeiből később a brit televízió bemutatta a Stones in the Park című filmet. Jagger memoárjában Percy Bysshe Shelley elégiáját, az Adonais-t olvasta fel, miközben több ezer pillangót engedtek szabadon. A koncertet megnézte aznap Eric Clapton, Donovan, Paul és Linda McCartney, Cass Elliot és David Gilmour.
A Let It Bleedet 1969 novemberében adták ki, ez a Stones utolsó 1960-as évekbeli lemeze. Híres dalai: Midnight Rambler, Gimme Shelter, You Can't Always Get What You Want és Robert Johnson Love In Vain-je. Ezen dalok többsége részévé vált amerikai körútjuk élő showjainak. Miközben utaztak New Yorkból Kaliforniába, megtartották a híres ingyenes Altamont Free Concert-et az altamonti autópálya mentén, ami San Franciscotól kb. 50 kilométerre van keletre. A koncert káoszba és katasztrófába fulladt, nagyrészt a rendért felelős Hells Angels szervezet tagjainak tevékenysége miatt. Meredith Hunter, egy fekete fiatalember a Hells Angels-tagok szerint pisztolyt emelt Mick Jaggerre, mire azok leszúrták. A közhiedelemmel ellentétben a Stones nem a Sympathy For The Devil-t hanem az Under My Thumb-ot játszotta, mikor a gyilkosság megtörtént. Ennek a turnénak és az altamonti koncertnek az emlékét őrzi Albert és David Maysles filmje, a Gimme Shelter, a katasztrófát állítva annak középpontjába. Ugyanennek a turnénak a korábbi, New York-i koncertjét őrzi a kalózfelvételek rohamos fogyására való tekintettel az 1970-ben kiadott Get Yer Ya-Ya's Out (UK #1; US #6) élő album, amit Lester Bangs kritikus a valaha volt legjobb koncertalbumnak titulált. 1970-ben, mikor már teljesen elegük lett a kiadóból, a zenekar bosszúból bemutatta az anális szexet erőteljesen taglaló szerzeményüket, a "Cocksucker Blues"-t, amit persze a kiadó azonnal visszautasított. A kalózfelvételek azóta keresetté váltak a gyűjtők körében.
1970-re az 1963-ban a Decca Recordsszal kötött szerződésük a végéhez közeledett, és a fiúk megalapították saját márkájukat, a Rolling Stones Recordsot. Szintén 1970-ben Mick Jagger, logó hiányában megkérte John Pasche-t, a londoni Royal College Of Art fiatal tanulóját, hogy készítsen a zenekar számára az indiai Káli istennőt tanulmányozva egy emblémát, s így keletkezett a híres „nyelvkiöltő logó”, amit később Andy Warhol felhasznált a Sticky Fingers borítójának tervezésekor. Az 1971 márciusi Sticky Fingers (UK #1; US #1) volt az első, saját gondozásban kiadott albumuk. Az album tartalmazza két dalukat a legismertebbek közül; a Brown Sugart és a country-hatású Wild Horsest.
A Sticky Fingers folytatta a keményebb blues hatású albumok sorát. Néhány dalt (köztük Brown Sugar, You Gotta Move) az alabamai Muscle Shoals Sound Studio-ban vettek fel a '69-es turné alatt. Az album jól visszaadja az akkori „laza, vesztes, nemtörődöm” légkört és megmutatkoznak rajta Mick Taylor első igazi megnyilvánulásai a zenekarban. Taylornak több szerzeménye van Jaggerrel (Sway, Moonlight Mile). Leginkább Richards akkori komolyabb drogfüggősége és megbízhatatlansága miatt Richards nem vett részt a dalok megírásában, ám az albumra Jagger/Richards felirat került ezen szerzemények alá is.
A Sticky Fingers kiadása után a hatalmas jövedelemadó elől elszöktek Dél-Franciaországba. Ahol a legtöbb időt Richards Villa Nellcôte-jában, a Rolling Stones Mobile Studio-ban töltötték a felvételekkel. Mick Jagger 1971 májusában feleségül vette St. Tropezban akkori barátnőjét, Biancát.
Ismét 1969-ből visszatérő régebbi témákat dolgoztak fel, majd a kész felvételeken Jagger Los Angelesben elvégezte a finomításokat. A végeredmény az 1972 májusában megjelent dupla album, az Exile on Main St. (UK #1; US #1) lett. A mai napig az egyik legjobb albumukként tartják számon. A következő, nagyon beharangozott, 1972-es észak-amerikai turnéról készült, soha hivatalosan ki nem adott film a Cocksucker Blues. 1973 elején Csendes-óceáni turnéba fogtak. Japánban be is tiltották őket, és Ausztráliában is majdnem.
1972 novemberében elkezdték következő albumuk felvételeit a jamaicai Kingstonban,
ami 1973-ban meg is jelent, Goats Head Soup (UK #1; US #1) néven. Az elmúlt évek hatalmas kereskedelmi sikereit folytató lemezen a blues-hatás háttérbe szorul, a hangzást az aktuális brit zenei trend, a glam-rock határozza meg. Fő szerzeménye az Angie, ami világslágerré vált. Ennek egy korai változatát (Waiting On A Friend) felvették még Kingstonban, ám csak a 8 évvel későbbi Tattoo You-n adták ki. A felvételek alatt számtalan, drog miatti csatát vívtak meg a törvénnyel, ami még a franciaországi tartózkodásukig nyúlik vissza.
Következő, 1974-es It's Only Rock 'n Roll (UK #2; US #1) című albumukat a müncheni Musicland stúdiókban vették fel. Jimmy Millernek drogvisszaesési problémái voltak, így hosszú távon nem volt megbízható producer. Helyette Jagger és Richards vették át ezt a feladatot the „Glimmer Twins” álnéven. Az album és azonos című kislemeze siker volt, és jól promotálta a következő turnét.
1974 végére Taylor elkezdett idegeskedni, hogy 1973 októbere óta nem koncerteztek. A zenekar tagjai a felvételi szünetekben inkább töltötték az idejüket külföldön. Jaggert idegesítette Richards egyre súlyosabb kiszámíthatatlansága. Eközben mindenki fizette Richards helyett a rá kiszabott büntetéseket, hogy egyáltalán működni tudjanak. Ami úgy felhalmozódott, hogy bizonyos országokban megtagadták a belépésüket. Taylor ideje nagy részét Jagger mellett töltötte, dalszerzői és stúdiómunkálataiban segítve, amíg Richards távol maradt. Jagger megígérte Taylornak, hogy nevét hivatalosan is feltünteti az ominózus dalokban, ám amikor ez nem történt meg, koncert sem volt kilátásban az 1974-es év végén, és már megvoltak a következő lemez előkészületei Münchenben, Taylor egyszerűen távozott a Rolling Stones-ból. Bár Taylor az alábbiakat mondta 1980-ban;
Ki akartam lépni. Szélesíteni akartam a pályámat gitárosként és valami mást szerettem volna csinálni… igazán nem alkottam akkoriban zenéket, vagy írtam szövegeket. Éppen csak belekezdtem saját témák írásába, és ez befolyásolta a döntésemet… van néhány ember, aki meglovagolja a hullámokat; végig csúcson tudnak maradni valaki más sikere mentén. És van néhány ember, akinek az nem elég. Ez nem igazán volt elég nekem.

### Reggae és diszkó-ritmusok: 1974–1981
A Stones az új gitárosok meghallgatására használta a stúdióbeli üléseket Münchenben. Olyan zenészek jelentkeztek, mint a Humble Pie-os Peter Frampton, vagy az ex-Yardbirds virtuóz Jeff Beck. Amerikából Wayne Perkins és Harvey Mandel. Azonban ők a már ismert Ron Wood-ot választották, aki már részt vett az It's Only Rock 'n Roll írási és felvételi munkálataiban és Richards-szal is lépett már fel. A következő reggae-s Black and Blue (UK #2; US #1) (1976) felvételeiben mindannyian részt vettek. Wood 1974-ben elhagyta a The Faces-t a Stones-ért. A következő, 1975-ös Tour of the Americas-ra jellemzőek a bizarr tárgyak. Olyanok, mint a felfújható gigantikus fallosz és a kötél, amelyen Jagger ki tudott lengeni a közönség feje fölé.

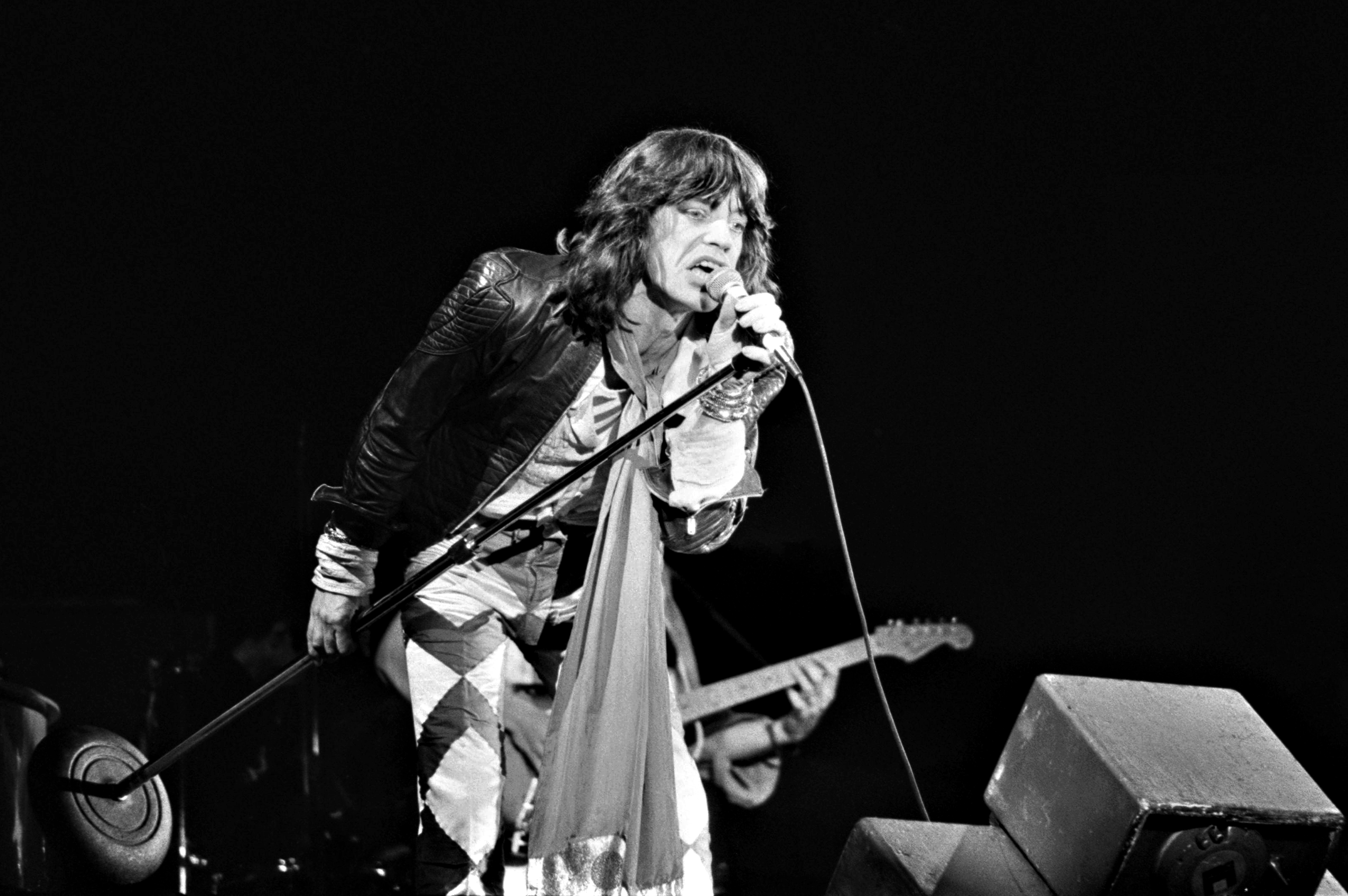
Mick Jagger (1976)

Bár a Rolling Stones népszerű maradt az 1970-es évek második felében is, mégis a zenekritikusok egyre elmarasztalóbbá váltak. Mindazonáltal Richards komolyabb érdeklődést kezdett el mutatni a koncertezés felé 1977-ben. Mick Jagger lefoglalt egy élő felvételhez helyszínt, a torontói El Mocambo klubban, hogy ellensúlyozzák az élő albumok hiányát. Végül ebből lett az 1977-es Love You Live (UK #3; US #5). Az első élő album a Get Yer Ya-Ya's Out óta. Richards érkezése késett, súlyos heroinfüggősége miatt, miközben a többiek már rég Torontóban vártak. 1977. február 24-én táviratot küldtek neki. Majd családjával együtt elindult Londonból egy közvetlen BOAC járaton. Azonban megérkezésekor őrizetbe vette a kanadai vámügy, miután egy megégett kanalat és hasismaradékot találtak nála. Március 4-én Anita Pallenberg gyorsan bűnösnek vallotta magát a repülőtéri incidensben. Február 27-én egy házkutatás alatt 22 gramm heroint találtak Richards szobájában. Richards-ot azzal vádolták, hogy narkotikumokat hozott be Kanadába, ami hét év börtönbüntetést vont volna maga után. Később az ügyész elismerte, hogy érkezés után szerezhették be a drogokat. A letartóztatás ellenére a Stones két koncertet játszott Torontóban. Több vitát és hatalmas felháborodást keltett, amikor látták Pierre Trudeau kanadai miniszterelnök feleségét, Margaret Trudeau-t a koncert utáni partiban a zenekar tagjaival.
A drogügy egy évig tartott és végül (egy vak lány segítségével) Richards megúszta egy felfüggesztettel, annak a fejében, hogy az ontariói Oshawában kell egy segélykoncertet adnia a vakoknak. Ez beindította a Stones-on kívüli zenei életét. Wood-dal megalapította a The New Barbarians-t, és elkezdtek koncertezni. Jagger is többet foglalkozott szólókarrierjével az 1980-as évek hajnalán. Az események motiválták Richards-ot a szerek lerakására, ami nagyrészt össze is jött neki. Ez szintén egybeesett Anita Pallenberggel való kapcsolata végével, ami a harmadik gyermekük halálától (egy Tara nevű fiúgyermek) egyre feszültebbé vált és Anita alkalmatlanságától, hogy megfékezze heroinfüggőségét, amíg Keith küszködött a tisztán maradással.
Míg Richards magánéleti és törvényes problémáit rendezgette, addig Jagger folytatta „sugárhajtású” életmódját. Gyakran megfordult a New York-i Studio 54 diszkóklubban, kapcsolatot kezdett Jerry Hall modellel. Házassága Biancával 1977-ben véget ért. Ekkorra a punk lett a meghatározó műfaj, és a Stonest egyre inkább kritizálták. Mondván, dekadens, öregedő milliomosok, unalmas és stagnáló zenével. 1978-ban kiadták a Some Girlst, amely a legnagyobb példányszámban elkelt sorlemezük lett, az USA-ban hatszoros platina státuszt ért el. Az albumról a Miss You jelent meg először kislemezen, ami, köszönhetően erősen diszkós hangzásának, amerikai listavezető lett. További ismert dalok a Far Away Eyes country ballada, a Beast of Burden és a Shattered. Részben egy válasz a punkra, gyors, erős dalokkal, rock 'n roll gitártémákkal. Meghívták a zenekart a Saturday Night Live tv műsor negyedik szezonjának nyitóadására. 1978-ban USA-beli turnén voltak, azonban a következő évben nem tartottak európai turnét. Ezzel megtörték az 1967 óta fennálló hagyományt, hogy minden harmadik évben beutazzák Európát.
1980 közepén a Some Girls kereskedelmi sikerén felbuzdulva kiadták következő, Emotional Rescue (UK #1; US #1) című albumukat. A felvételek elég kellemetlenül zajlottak, mivel Jagger és Richards kapcsolata akkor mélyponton volt. Richards abban az időben többet volt tiszta, mint előtte bármikor, jobban kivette részét a stúdiómunkálatokból, és jobban ellenőrzése alá vonta a dolgokat. Ezért kezdődött Jagger és közte egyfajta hatalmi harc. Az album a csúcsokat járta az Atlanti-óceán mindkét partján, azonban a kritikusok mégis egy összecsapott erőfeszítésnek könyvelték el. A sajtótájékoztatón, amit az új album megjelenésére (egy nagyon részeg Richards-szal) tartottak, kijelentették, hogy nem áll szándékukban turnézni az új kiadvánnyal.

### Növekvő feszültség: 1981–1991
1981 elején elhatározta a zenekar, hogy az USA-beli turné alatt egy kis időre elvonulnak a stúdióba, összehozni egy új albumot. A Tattoo You (UK #2; US #1) többségében régebbi, ki nem adott felvételeket tartalmazott, ez azonban nem érződik rajta. Leghíresebb dala kétségtelenül a Start Me Up. Két dalon (Waiting on a Friend és Tops) játszik Mick Taylor is. A Slawe-ben és a Waiting on a Friend-ben Sonny Rollins, a híres jazz-szaxofonista is zenél. A Rolling Stones American Tour 1981 bizonyult a legnagyobb, leghosszabb és legszínesebb produkciójuknak akkor, az egész szeptember 25-től december 19-ig tartott. Ez volt abban az évben a legtöbb bevételt hozó turnéjuk. Néhány showt felvettek, amiből aztán az 1982-es Still Life (American Concert 1981) (UK 4 / US 5) élő lemezük és az 1983-as Hal Ashby-féle koncertfilm, a Let's Spend the Night Together kerekedett ki. Amit a Sun Devil Stadium-ban, Phoenixben, Arizonában és a Brendan Byrne Arena-ban, Meadowlandsban, New Jerseyben filmeztek.
1982 közepén, 20. évfordulójuk alkalmából, Európába vitték az amerikai színpadi showjukat. A European Tour 1982 hat év óta az első európai körútjuk volt. A turné lényegében a '81-es amerikai turné másolata volt. A turnéra csatlakozott Chuck Leavell, korábbi Allman Brothers Band zongorista, aki azóta játszik és felvételeket készít a Stonesszal. Az év végén az együttes aláírt egy négy albumra szóló, 28 millió dolláros szerződést a CBS Recordsszal.
Mielőtt távoztak az Atlantictől kiadták az Undercover-t (UK 3; US 4), 1983 végén. A kedvező bírálatok ellenére az eladásokban nem volt túl sikeres az album és turné se követte. A Rolling Stones új disztribútora a CBS Records uralta jogokat az összes Atlantic Stones kiadás fölött.
Ekkorra felütötte a fejét egy újabb Jagger/Richards ellentét. Jagger kötött egy alkut a CBS-szel, hogy a készülő szólóalbumot a Columbiánál adja ki, Richards nagy megdöbbenésére. A '84-es év nagy részében Jagger első szólólemezére írta dalait és beismerte, elkezdett zavart érezni az együttes szerkezetén belül. 1985-ben a másik alapító tag, zongorista, road menedzser és régi barát Ian Stewart meghalt szívrohamban. Richards szerint Stewart halálával elhagyta a zenekart az a visszaszorító erő, amely segítette őket abban az időszakban, mikor Jagger és Richards közt a „Harmadik Világháború” dúlt. 1985-ben Jagger ismét legtöbb idejét a szólólemeze készítésével töltötte. Míg az 1986-os Dirty Work-re (UK 4; US 4) a legtöbb anyagot Richards Ron Wood segítségével írta, többet, mint bármelyik előző Stones albumra. Richards megpróbálta összetartani a zenekart. Jagger nem vállalta az albumot népszerűsítő turnét, és az együttes többi tagján is érződött, hogy nem alkalmasak most a koncertezésre. A visszajelzések vegyesek, bár a legtöbb Stones rajongó érzi, hogy akkor volt a zenekar mélypontja. A zenekar kapott egy Grammy-díjat, a Lifetime Achievement kategóriában. Jagger felvette szólólemezeit, a She's The Boss-t (UK 6; US 13) (1985), és a Primitive Cool-t (UK 26; US #41) (1987), amik közül az utóbbi már mérsékelt sikert ért el, Richards pedig mindkettőt becsmérlő kritikával illette. Az együttes inaktivitása, Jagger szólókarrierje, és az egy helyben való toporgás érzése miatt, Richards is kiadta első szólóalbumát 1988-ban, Talk Is Cheap (UK 37; US 24) néven, amit a kritikusok és a rajongók is jól fogadtak, az USA-ban aranylemez lett. Az album egyik dala, You Don't Move Me, döfést jelentett dalszövegíró partnerének.
1989 elején az amerikai Rock and Roll Hall of Fame felírta a tagok közé a Rolling Stonest, Mick Taylorral, Ronnie Wooddal és Ian Stewarttal (posztumusz). Jagger és Richards egy időre félretette ellentéteit, és felvették a következő Stones albumot, a Steel Wheels-t (UK 2; US 3). Az újult erővel készített album beharangozó kisalbumán a Mixed Emotions, a Rock and a Hard Place és az Almost Hear You Sigh dalok találhatók. Az album „kontinentális vihar”t aratott, amit a Bachir Attar and the Master Musicians of Jajouka-val vettek fel, Tanger-ben, 1989-ben.
Nekiláttak USA-beli turnéjuknak a Steel Wheelsnek. Hét év után az első és mindezidáig a legnagyobb színpadi produkciójuk volt (az előző az „Európa 1982”). A nyitóelőadáson a Living Colour és a Guns N’ Roses is fellépett. Mire a turné 1990-ben elérte Európát, a nevét megváltoztatták Urban Jungle Tour-ra. A koncerteken készült felvételekből lett az 1991-ben kiadott Flashpoint (UK 6; US 16) élő album. Az album tartalmazott két '91-es kislemez felvételt, a Highwire-t és a Sex Drive-ot. Ez volt az utolsó turnéja Bill Wymannek, aki több éves gondolkodás után úgy döntött, nem koncertezik többet és kilép a zenekarból, azonban nyugdíjazását 1993-ig nem jelentették be hivatalosan. Megírta Stone Alone című könyvét, olyan jegyzetei alapján, amelyeket a londoni kezdetek óta írt. Majd pár évvel később megalapította a Bill Wyman's Rhythm Kings-et, és újból nekilátott felvételeket készíteni és turnézni.

### Négyesben: 1992–1999
A Steel Wheels/Urban Jungle körút sikerei után a zenekar szünetelt egy darabig. Charlie Watts csinált két jazz albumot, Ronnie Wood 1992-ben, 11 év után felvette ötödik szólóalbumát (Slide On This), Keith Richards kiadta '92 végén második szólóalbumát, a Main Offender-t (UK 45; US 99), és tartott egy kisebb turnét, aminek a nagyobb koncertjei Spanyolországban és Argentínában voltak. Mick Jagger jó visszajelzéseket kapott harmadik, Wandering Spirit (UK 12; US 11) című szólóalbumára. Az albumból világszerte több mint kétmillió példány fogyott, Amerikában aranylemez lett.
Miután Wyman elhagyta a zenekart, új kiadójuk, a Virgin Records újrakeverte a Sticky Fingers-től a Steel Wheels-ig kiadott anyagokat (a három élő albumot kivéve), és kiadott egy válogatás albumot, a '93-as Jump Back (UK 16; US 30) formájában. 1993-ban nekiláttak új stúdióalbumuknak. Az 1994-es Voodoo Lounge (UK 1; US 2) munkálataihoz végül Darryl Jones basszusgitárosra, Miles Davis és Sting korábbi segítőjére esett a választás. Az album remek visszajelzéseket kapott, magas eladási számot produkált, és dupla platinalemez lett Amerikában. A kritikusok kiemelték az album "tradicionális" hangzását, amit a Stones új producerének, Don Was-nak tulajdonítottak. 1995-ben az új kiadvány Grammy-díjat kapott a Best Rock Album kategóriában.
1994-ben belekezdtek a Voodoo Lounge Tour koncertturnéba, amely 1995-ben Magyarországot is érintette, egy fergeteges koncert erejéig. Előzenekaruk a világ egyik vezető blues-és rock gitárosa Gary Moore és együttese lett volna, de a Stones és annak menedzsmentje fukarkodott mikor az anyagi elosztás jött szóba, ezért Gary Moore nem lépett fel. Különböző próbák és koncertek felvételeiből kiadták a Stripped (UK 9; US 9) című albumukat (javarészt akusztikus dalokból áll), amely Bob Dylan szerzeményét, a Like A Rolling Stone-t, és olyan ritkán játszott felvételeket, mint a Shine a Light-ot, a Sweet Virginia-t és a The Spider and the Fly-t is tartalmazta. Következő turnéjuk volt az, ahol Lisa Fischer először megvillanthatta tehetségét Mick Jagger oldalán, a Brown Sugar-ban, és ugyancsak itt tűnt fel először Bernard Fowler is. Mindketten olyan erős háttérénekesnek bizonyultak, hogy azóta a turnék állandó résztvevőivé váltak.
A zenekar stúdióalbumok tekintetében az 1997-es, vegyes kritikákat kapott Bridges To Babylon-nal (UK 6; US 3) zárta a kilencvenes éveket. A kislemez dalból, az Anybody Seen My Baby?-ből, Angelina Jolie szereplésével klipet forgattak, amit az MTV és a VH1 zenei televíziós csatornák rendszeresen játszottak. Az eladások körülbelül egyenértékűek voltak az előző albuméval (1,2 millió eladott lemez Amerikában), és a következő Bridges to Babylon Tour elnevezésű körútjuk, ami érintette Észak-Amerikát, Európát és más helyszíneket, bebizonyította, hogy ismét megerősödött a koncertezésre való hajlamuk. Erről a turnéról is összeválogattak egy koncertalbumot, No Security (UK 67; US 34) címmel, amelyen minden dal ekkortájt került felvételre, kettőt kivéve (Live With Me és The Last Time), amik nem kerültek fel eddig egyetlen élő albumukra sem. 1999-ben színpadra vitték a No Security Tour-t Amerikában, és folytatták, majd befejezték a Babylon turnét Európában. A No Security Tour eddig nem látott pirotechnikai elemeket és óriási színpadokat vonultatott fel.

### Don't Stop: 2000-től, 2011-ig
2001 végén Mick Jagger kiadta negyedik szólóalbumát, Goddess in the Doorway (UK 44; US 39) címmel, ami vegyes fogadtatást kapott. Keith Richards egyszerűen Dogshit in the Doorway-nek („kutyaszar a kapualjban”) nevezte. Jagger és Richards részt vettek a The Concert for New York City rendezvényen, ahol egy kísérőzenekarral eljátszották a Salt of the Earthöt és a Miss Yout.

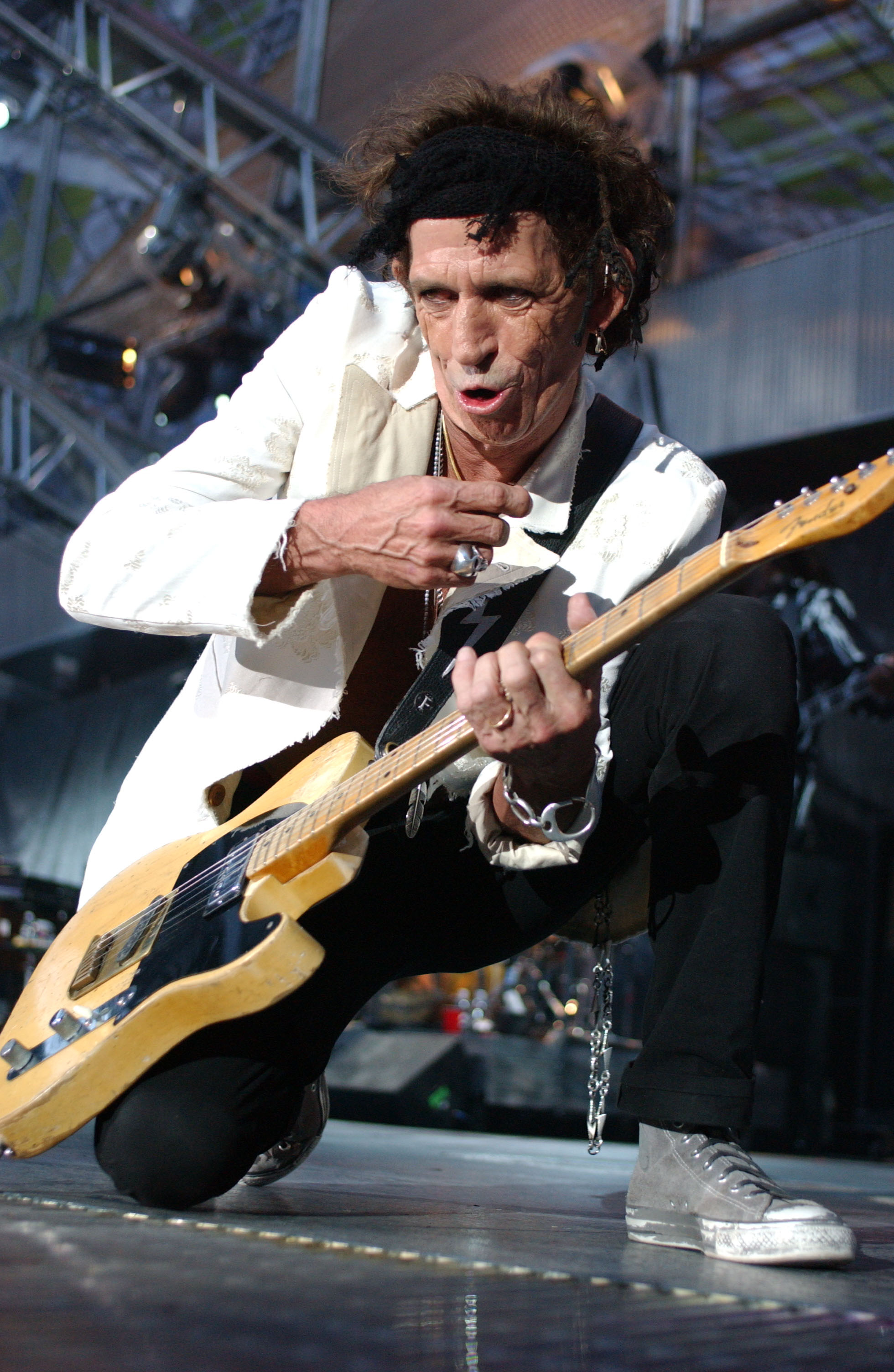
Keith Richards (2008)

2002-ben a zenekar kiadta Forty Licks (UK 2; US 2) című, dupla lemezes „greatest hits” albumukat, az együttes negyvenedik születésnapja alkalmából. Az album tartalmazott négy új dalt is, amiket az utolsó napokban vettek fel. Az alapzenekart Jagger, Richards, Watts, Wood, Leavell és Jones alkotta. Az albumból világszerte több mint hétmillió példány fogyott. Ugyanebben az évben a Q magazin beválasztotta a Stonest a „50 Bands To See Before You Die” („50 zenekar, akiket látnod kell halálod előtt”) listájára, és a 2002-2003-as Licks Tour alkalmat is adott erre az embereknek. 2003. július 30-án a zenekar fellépett a Molson Canadian Rocks for Toronto rendezvényen, a kanadai Ontario városában – amit a Steel Wheels turné idején a próbák helyszínéül használtak – ahol 2003-ban ismét felütötte fejét a SARS járvány. Becslések szerint mintegy 490 000 ember volt jelen a koncerten.
2003. november 9-én felléptek szintén a SARS járvánnyal kapcsolatban a Harbour Festen, és ezzel letudhatták első hongkongi koncertjüket is. 2003 novemberében a zenekar kiadta négylemezes Four Flicks DVD-jét a legutóbbi turné felvételeivel, amit kezdetben kizárólag az amerikai Best Buy üzletláncban kezdtek el forgalmazni. Válaszul egyre több kanadai és amerikai zeneárusító lánc (mint a HMV Canada és Circuit City) kezdte el bojkottálni a Rolling Stones termékeket.
2003. december 12-én pénteken lovaggá ütötték a 60 éves Mick Jaggert, 40 éves munkája révén, a londoni Buckingham-palotában. A lovagi címet kivételesen Károly walesi herceg adta át, mivel II. Erzsébet brit királynőn akkor műtétet hajtottak végre. Jagger lovaggá ütéséhez Tony Blair, akkori miniszterelnök ragaszkodott a leginkább. A frontember lovaggá ütésére 92 éves édesapjával és két lányával, a 19 éves Elizabethtel és a 32 éves Karisszal érkezett. A hónap elején a másik Stones-veterán, a nem kevésbé viharvert gitáros-zeneszerző, Keith Richards az Uncut magazinban frontális támadást intézett Jagger ellen, amiért az elfogadta a királyi kitüntetést, mondván: nem fog olyasvalakivel színpadra lépni, „aki ezt a nyomorúságos kitüntetést lobogtatja”.
Richards szerint „az egésznek nagyon rossz üzenete van … a Rolling Stones éppen nem erről szól”.
Jagger erre úgy reagált:
Azt hiszem, ő is nagyon szeretett volna egy ilyen elismerésben részesülni. Ez egy kicsit olyan, mikor valakinek egy fagyit vesznek, hirtelen mindenki szeretne kapni egyet. Keith világ életében ilyen volt, nem csodálkozom rajta.
A kitüntetés után az alábbiakkal konstatálta a helyzetet:
Addig jó ilyen elismerésben részesülni, amíg az ember tudja, hogy ezt nem szabad túl komolyan venni.
A 2004-es Lick Tour egy dupla albumot, a Live Lickset (UK 38; US 50) hozta magával, ami az USA-ban aranylemez lett.
2005. július 26-án, Jagger születésnapján a zenekar bejelentette új albumát, az A Bigger Banget (UK 2; US 3), az első albumot közel nyolc év óta. Az albumot szeptember 6-án adták ki. A Stones pályafutásának egyik legellentmondásosabb dalát is tartalmazza, a Sweet Neo Cont, ami Jagger kritikája az amerikai neokonzervatívizmusról.

A dal Richards ellenvetése miatt majdnem lekerült az albumról. Mikor megkérdezték tőle, fél-e politikai ellenhatástól, mint a Dixie Chicks esetében is, amikor hangot adtak a Iraki háború ellen, azt válaszolta, az az album volt az első, és azt: 
Nem akarom, hogy mellékvágányra toljon valami kis politikai vihar a teáscsészében.
Következő A Bigger Bang Tour koncertkörútjuk 2005 augusztusában vette kezdetét. Észak-Amerikában, Dél-Amerikában és Kelet-Ázsiában voltak láthatók. 2006 februárjában játszottak a detroiti Super Bowl XL félidejében. 2005 végére a körút 162 millió dolláros bevételével nagyobbnak bizonyult az 1994-es rekordnál. Még abban a hónapban 1,5 millió embernek adtak ingyen koncertet a Rio de Janeiró-i Copacabana-strandon. Az előadások után, 2006 májusában Keith Richardsot kórházba kellett szállítani Új-Zélandon, miután leesett egy pálmafáról. Koponyasérülése miatt csúszott hat hetet a turné európai szárnya.
A következő hónap Ron Wood rehabilitálásával telt, mivel visszaesett alkoholizmusába. A 2006 szeptemberi koncertek miatt visszatértek Észak-Amerikába, és 2007. június 5-én visszautaztak Európába. 2006 novemberére a Bigger Bang turnét nevezték „minden idők legjobban termelő körútjá”nak, a maga 437 millió dollárjával. Ebből az észak-amerikai ág 138,5 millió dollárral a harmadik helyen áll, a két 2005-ös U2 turné mögött (az egyik 138,9, a másik 162 millió dolláros bevételt hozott a konyhára).
2006. október 29-én és november 1-jén Martin Scorsese lefilmezte a Rolling Stones fellépését a New York-i Beacon Theater-ben. A közönségben többek közt Bill és Hillary Clinton is helyet foglalt. A filmben vendégszerepet vállalt Buddy Guy, Jack White és Christina Aguilera is.
2007. március 24-én a zenekar bejelentett egy európai körutat „Bigger Bang 2007” néven. 2007. június 12-én kiadták második, The Biggest Bang című négylemezes DVD kiadványukat. A szett hét órás és az austini, Rio de Janeiró-i, szaitamai, (Japán), sanghaji és extraként a Buenos Aires-i állomások felvételeit tartalmazza. Csakúgy, mint első DVD készletüket, ezt is a Best Buy-on keresztül lehet megvenni.
2007. június 10-én a zenekar fellépett az Isle of Wight Festivalon és ezzel harminc év óta először adtak koncertet fesztiválon. A produkciót élőben 65 000-en látták. 2007. július 20-án a Bigger Bang turné keretei közt leadták második magyarországi koncertjüket, a budapesti Puskás Ferenc Stadionban. 2007. augusztus 26-án játszották a Bigger Bang Tour utolsó koncertjét. 2007. szeptember 26-án bekerültek a Guinness Rekordok Könyvébe, a Bigger Bang Tour 437 millió dolláros bevételével.
2007. október 2-án Jagger kiadta The Very Best Of Mick Jagger (UK 57; US 77) című, a szólókarrierjét összefoglaló válogatásalbumát, amin három, addig kiadatlan dal is szerepel.
2007. november 12-én egy dupla összeállítást, a Rolled Gold+: The Very Best of the Rolling Stones-t (UK 26) újra kiadták a karácsonyi szezonra.
2008. február 7-én a Shine a Light dokumentumfilm nyitotta a Berlini Nemzetközi Filmfesztivált, április 1-jén az USA-ban kiadták a film zenéjét, és április 4-étől látható is az amerikai mozikban.
Keith Richards egy, a Shine a Light-al kapcsolatos interjún bogarat ültetett a rajongók fülébe egy lehetséges Rolling Stones stúdióalbum megjelenésének tervével:
Úgy gondolom, lehet, hogy csinálunk még egy albumot. Amint túl vagyunk a film reklámozásán.

### Az 50 éves évforduló, a dokumentumfilm és a Blue & Lonesome: 2012-2016
A Rolling Stones 2012 nyarán a The Rolling Stones: 50 cimű könyvvel ünnepelte fennállásának 50. évfordulóját. A zenekar logójának Shepard Fairey által tervezett új változatát is ekkor mutatták be. 
A Brett Morgen által rendezett Crossfire Hurricane című dokumentumfilmet 2012 októberében mutatták be. A filmhez mintegy ötven órányi interjút készült, köztük Bill Wymannel és Mick Taylorral. Ez volt az első hivatalos, karrierjüket átfogó dokumentumfilm 1989 óta. 2012. November 12-én megjelent egy új válogatásalbum, a GRRRR! címmel.  A négy különböző formátumban kapható album két új számot tartalmazott, a "Doom and Gloom" és a "One More Shot" címűeket, amelyeket 2012 augusztusának utolsó heteiben vettek fel a párizsi Guillaume Tell stúdióban, Franciaországban. Az album több mint kétmillió példányban kelt el világszerte. A "Doom and Gloom" című dalhoz videóklip is készült.
2012 novemberében a Stones a londoni O2 Arénában kezdte meg 50 & Counting... turnéját. 2012 novemberében a második londoni koncertjükön Eric Clapton és Florence Welch is színpadra lépett. 2012. december 8-án a New York-i Barclays Centerben, Brooklynban tartották a harmadik jubileumi koncertet. 2012. december 13-án és 15-én a New Jersey állambeli Newarkban, a Prudential Centerben tartották az utolsó két koncertet. Az utolsó estén Bruce Springsteen és a blues-rock zenekar, a Black Keys csatlakozott a zenekarhoz.
2013 tavaszán tizenkilenc koncertet adtak az Egyesült Államokban különböző vendégekkel, köztük Katy Perryvel és Taylor Swifttel. Június 29-én felléptek a 2013-as Glastonbury Fesztiválon. Júliusban visszatértek a Hyde Parkba, ahol azelőtt 1969-ben játszottak utoljára. A számokat ugyanabban a sorrendben játszották, mint az 1969-es koncerten. A  július 6-i és 13-i két Hyde Park-i koncerten rögzített album kizárólag digitálisan jelent meg az iTunes-on keresztül még abban a hónapban.
2014 februárjában a zenekar elindult a 14 On Fire turnéra, amely a tervek szerint a Közel-Keleten, Ázsiában, Ausztráliában és Európában zajlott volna, és egészen nyárig tartott volna. 2014. március 17-én Jagger barátnője, L'Wren Scott hirtelen meghalt, ami a dátumok lemondásához és októberre való átütemezéséhez vezetett. 
2014. június 4-én a Rolling Stones először lépett fel Izraelben. 
Egy 2015-ös interjúban Jagger, amikor megkérdezték tőle, hogy megfordult-e a fejében a visszavonulás, azt mondta:  
Azon gondolkodom, hogy mi lesz a következő turné. Nem gondolok a visszavonulásra. A következő turnékat tervezem, szóval a válaszom tényleg az, hogy nem, nem igazán.
2016 februárjában indultak el a Latin-amerikai turnéra. 2016. március 25-én a zenekar bónuszkoncertet adott, egy ingyenes szabadtéri koncertet a kubai Havannában, amelyen a becslések szerint 500 000 ember vett részt. 2016. március 25-én  több formátumban is kiadták a Totally Stripped című album kibővített és újragondolt változatát. A kubai koncertjükről a Havana Moon című filmben emlékeztek meg.
2016. december 2-án jelentették meg a Blue & Lonesome című albumot. Az album 12 blues feldolgozásból állt, olyan előadók dalaiból, mint Howlin' Wolf, Jimmy Reed és Little Walter. 2015 decemberében a londoni British Grove Studiosban zajlottak a felvételek. Két számban Eric Clapton is közreműködött. Az album az Egyesült Királyságban az első helyen végzett, ami a második legmagasabb nyitó eladási hét volt abban az évben, és a Billboard 200-as listán is a 4. helyen debütált.

### No Filter turné, Jagger műtétje, Charlie Watts halála: 2017-napjainking
2017 májusában jelentették be a No Filter turnét, amely tizennégy koncertet tartalmazott tizenkét különböző európai helyszínen, ugyanezen év szeptemberében és októberében. Később 14 dátummal bővítették, egészen 2018 júliusáig, Egyesült Királyságbeli és Európai koncertekkel, így 2006 óta ez volt a zenekar első brit turnéja. 
2018 novemberében a bejelentették, hogy 2019-ben az amerikai stadionokba is elviszik a No Filter turnét, amely tizenhárom koncertet tartalmazott volna áprilistól júniusig. 2019 márciusában bejelentették, hogy Jagger szívbillentyű-műtéten fog átesni, ami arra kényszerítette a zenekart, hogy elhalasszák a No Filter Tour 17 állomásos észak-amerikai szakaszát.
2019. április 4-én bejelentették hogy, Jagger a sikeres műtét után (kórházban) lábadozik, és a következő napokban hazaengedhetik. 2019. május 16-án a Rolling Stones bejelentette, hogy a No Filter turné június 21-én folytatódik, és a 17 elhalasztott dátumot augusztus végéig átütemezik. 
2020 márciusában a No Filter turné következő Észak-Amerikai szakaszát a COVID-19 járvány miatt elhalasztották.
A zenekar 1973-as Goats Head Soup című albumát 2020. szeptember 4-én újra kiadták. 2020. szeptember 11-én az album a brit albumlisták élére került, amivel a Rolling Stones lett az első zenekar, amely hat különböző évtizedben vezette a listát.
2021 augusztusában bejelentették, hogy Watts orvosi beavatkozáson esik át, és nem lép fel a No Filter turné hátralévő részében, helyére Steve Jordan "ugrik" dobosként. 
2021. augusztus 24-én, 80 éves korában Watts meghalt egy londoni kórházban, családja körében. 
Mérhetetlen szomorúsággal jelentjük be Charlie Watts halálát. A mai nap folyamán békésen, családja körében hunyt el egy londoni kórházban. Nagyra becsült férj, apa és nagyapa volt, és generációjának egyik legnagyobb dobosa
Tíz napig a Rolling Stones hivatalos weboldalának tartalmát Watts képe helyettesítette. Augusztus 27-én a zenekar közösségi média fiókjain megosztottak egy montázst Wattsról készült képekből és videókból. A továbbiakban a No Filter turné (és később a SIXTY turné) minden koncertjének elején Wattsról készült képeket és videókat mutattak a kivetítők.
A zenekar 60. éves fennállását ünneplő turnét 2022. március 14-én jelentették be, SIXTY néven. A dátumok között kizárólag európai városok szerepeltek, többek között Bécs vagy London. A turné június 1-én indult Spanyolország fővárosában Madridban. Június 13-án Jagger pozitív koronavírus tesztje miatt, az amszterdami koncertet elhalasztották, a Bern városába tervezett fellépést pedig törölték. Mick Jagger gyógyulása után a zenekar a június 21-ei Milánói koncerttel tért vissza. Két nappal később egy Berlini koncertet adtak hozzá a turnénaptárhoz, az elhalaszott svájci koncert "pótllására". Az európai koncertkörút 2022. augusztus 3-án zárult a berlini Waldbühnében.

## Zenei evolúció
A Rolling Stones figyelemre méltóan ötvözte mind előadásában, mind felvételeiben a modern populáris zenét a különböző zenei irányzatokkal. Így hozva létre egy a védjegyükké vált saját stílust. Pályafutásukat végigkíséri egyfajta folyamatos támaszkodás egymás után a különböző stílusokra, úgy mint amerikai blues, country, folk-rock, reggae, disco, a Master Musicians of Jajouka közreműködésével a világzene, vagy a hárfa használatával elért tradicionális angol hangzás. A zenekar ismertetőjévé vált az is, hogy korai rock n roll és blues slágereket dolgozott fel, és azok élőben játszását vagy újabb dalok feldolgozását se hagyta abba.

### Az amerikai blues befolyásai
A kezdetekben leginkább egy blues-alapú R&B hangzást használt a Stones. Jagger és Richards közös kedvenceikkel, mint Jimmy Reed-del, Muddy Waters-szal, vagy Little Walterral próbáltak több-kevesebb sikerrel hatást gyakorolni az akkori vezetőre, Brian Jones-ra. Richards szerint:
Őt akkor T-Bone Walker és hasonló jazz-blues formációk érdekelték. Mi pedig próbáltuk Chuck Berry felé terelni inkább a figyelmét, és mondtuk 'Nézd, ugyanannak a szarnak a része, ember, ezt te is meg tudod csinálni.

Charlie Watts-ot a tradicionális jazz-dobost is próbálták a blues felé terelgetni, a Stones-ba való belépése után:
Keith és Brian Jimmy Reed-et és más, általuk szeretett előadókat mutogattak. Megtudtam, hogy Earl Phillips zenélt azokon a felvételeken, mint egy jazz-dobos, miközben swinget és négy negyedet játszott… 
Jagger első hallásra beleszeretett az amerikai blues egy rétegének olyan előadóiba, mint: Chuck Berry, Bo Diddley, Muddy Waters vagy Fats Domino. Azt mondta: „Ez tűnt a legigazabb dolognak”, amit addig a pontig hallott életében. Hasonlóan nyilatkozott Keith Richards is arról az élményről, mikor először hallgatott Muddy Waterst: „A legerőteljesebb zene, amit valaha hallottam… és a legkifejezőbb” Ezeknek az erős korai hatásoknak köszönhető, hogy ilyen erősen beleivódott a Rolling Stones zenéjébe az amerikai blues.

### Korai szerzemények
Annak ellenére, hogy a kezdetekben repertoárjuk nagy részét blues és R&B dalok tették ki, széles körű érdeklődéssel kellett szembesülniük. Az első Jagger/Richards szerzeményre, a Tell Me (You're Coming Back)-re a kritikus Richie Unterberger az alábbiakat mondta:
pop/rock ballada… mikor [Jagger és Richards] dalokat kezdtek írni, általában nem a bluesból merítettek, és mégis meglepően jól írtak Mersey-típusú popszámokat.
Az As Tears Go By ballada, amit eredetileg Marianne Faithfull-nak írtak, egy volt a sok közül, amit más művésznek írt a duó. Jagger szerint:
Ez egy viszonylag érett dal, figyelembe véve a megírásának idejét. Mi akkor nem gondoltunk rá, hogy felvegyük, mert a Rolling Stones egy kegyetlen blues zenekar volt.

Végül a Stones verzió ötödik helyig jutott az amerikai slágerlistán. A korai élményekről Richards ekképpen vélekedett:
Bámulatos, hogy a Mick-kel írott dalokról úgy gondoltam, gyermekded óvodás irományok, és mégis mind elég tisztességes helyet ért el a slágerlistákon. Ez rendkívüli önbizalmat adott a folytatáshoz, mert a kezdeti daloknál, hogy elég erőnk legyen az íráshoz, Andrew [Loog Oldham]-nak mindig olyasmikkel kellett noszogatnia, hogy 'Nos, gyerünk, legalább próbáljuk meg'… 

Jagger ezt mondta:
Mi nagyon popközpontúak voltunk. Nem álltunk meg csak Muddy Watrers hallgatásánál, meghallgattunk mindent. Bizonyos szempontból másoknak könnyebb írni… Keith és én olyan összhangba kerültünk, hogy megírtuk azokat a dalokat tíz perc alatt. Azt gondolom, nem vettük elég komolyan, és végül kiderült, ez remek tanulóidőnek bizonyult.

A The Last Time című daluk volt az első jelentős szerzemény, ami fordulópontnak bizonyult a Stones számára. Richards jellemzése szerint ez a szám 
…híd volt, az igazán Stones-ra jellemző gondolatok megírásához. Bizonyos szintű önbizalmat adott, utat mutatott, hogy kell igazán dalt írni.
A dalba épített riff, amit Brian Jones játszott, egy hagyományos gospel-dal alapján került a szerzeménybe, amit a The Staples Singers tett híressé. A Stonesnak eztán alakult ki máig ismert, erős gitáralapú hangzása.

## Diszkográfia
Az első öt Rolling Stones album nyolc nagylemezen jelent meg az Egyesült Államokban, megtoldva az eredeti számlistákat az Angliában csak kislemezen vagy középlemezen kiadott dalokkal, koncertfelvételekkel.
- The Rolling Stones (1964)
- The Rolling Stones No. 2 (1965)
- Out of Our Heads (1965)
- Aftermath (1966)
- Between the Buttons (1967)
- Their Satanic Majesties Request (1967)
- Beggars Banquet (1968)
- Let It Bleed (1969)
- Sticky Fingers (1971)
- Exile on Main St. (1972)
- Goats Head Soup (1973)
- It's Only Rock 'n' Roll (1974)
- Black and Blue (1976)
- Some Girls (1978)
- Emotional Rescue (1980)
- Tattoo You (1981)
- Undercover (1983)
- Dirty Work (1986)
- Steel Wheels (1989)
- Voodoo Lounge (1994)
- Bridges to Babylon (1997)
- A Bigger Bang (2005)
- Blue & Lonesome (2016)
- Hackney Diamonds (2023)

## Turnék
- 1963. szeptember–november – Brit turné 1963
- 1964. január – Brit turné 1964 (első szakasz)
- 1964. február–március – Brit turné 1964 (második szakasz)
- 1964. június – Amerikai turné 1964 (első szakasz)
- 1964. augusztus – Brit turné 1964 (harmadik szakasz)
- 1964. szeptember–október – Brit turné 1964 (negyedik szakasz)
- 1964. október–november – Amerikai turné 1964 (második szakasz)
- 1965. január – Ír turné 1965
- 1965. február – Távol-keleti turné 1965
- 1965. március – Brit turné 1965 (első szakasz)
- 1965. március–április – Európai turné 1965 (első szakasz)
- 1965. április – Európai turné 1965 (második szakasz)
- 1965. április–május – Amerikai turné 1965 (első szakasz)
- 1965. június – Európai turné 1965 (harmadik szakasz)
- 1965. szeptember – Európai turné 1965 (negyedik szakasz)
- 1965. szeptember–október – Brit turné 1965 (második szakasz)
- 1965. október–december – Amerikai turné 1965 (második szakasz)
- 1966. február–március – Ausztrál turné 1966
- 1966. március–április – Európai turné 1966
- 1966. június–július – Amerikai turné 1966
- 1966. szeptember–október – Brit turné 1966
- 1967. március–április – Európai turné 1967
- 1969. november–december – Amerikai turné 1969
- 1970. augusztus–október – Európai turné 1970
- 1971. március – Brit turné 1971 (Goodbye Britain Tour-ként is ismert)
- 1972. június–július – Amerikai turné 1972 (S.T.P. Tour-ként is ismert)
- 1973. január–február – Csendes-óceáni turné 1973
- 1973. szeptember–október – Európai turné 1973
- 1975. június–augusztus – Észak-amerikai turné 1975
- 1976. április–június – Európai turné 1976
- 1978. június–július – Amerikai turné 1978
- 1981. szeptember–december – Amerikai turné 1981
- 1982. május–július – Európai turné 1982
- 1989. augusztus-1990. augusztus – Steel Wheels/Urban Jungle Tour
- 1994. augusztus-1995. augusztus – Voodoo Lounge Tour
- 1997. szeptember-1998. szeptember, és 1999. június – Bridges to Babylon Tour
- 1999. január–április – No Security Tour
- 2002. szeptember-2003. november – Licks Tour
- 2005. augusztus-2007. augusztus – A Bigger Bang Tour
- 2012. október-2013. július – 50 & Counting Tour
- 2014. február-2014. november – 14 On Fire Tour
- 2015. május-2015. július – ZIP Code Tour
- 2016. február-2016. március – América Latina Olé Tour
- 2017. szeptember-2021. november – No Filter Tour
- 2022. június-2022. augusztus – Sixty Tour

## Hivatalos filmográfia
A hivatalos Rolling Stones dokumentumfilmek listája, eredeti kiadási dátumokkal. (A formátum a jelenleg forgalomban lévő filmek állapotát tükrözi, nem feltétlen-l az első kiadások helyzetét)
- 1968: One Plus One (más néven Sympathy for the Devil), rendezte: Jean-Luc Godard (DVD)
- 1969: Stones in the Park (DVD)
- 1970: Gimme Shelter, rendezte: Albert és David Maysles (DVD)
- 1974: Ladies and Gentlemen: The Rolling Stones, rendezte: Rolin Binzer
- 1982: Rocks Off és Let's Spend the Night Together, mindkettőt Hal Ashby rendezte (DVD)
- 1984: Video Rewind (VHS)
- 1989: 25x5 – The Continuing Adventures of the Rolling Stones (VHS)
- 1990: Stones at the Max, rendezte: Julien Temple (DVD)
- 1995: The Rolling Stones: Voodoo Lounge Live (DVD)
- 1996: The Rolling Stones Rock and Roll Circus, rendezte: Michael Lindsay-Hogg (1968-as felvételek) (DVD)
- 1998: Bridges To Babylon Tour '97-98 (DVD)
- 2003: Four Flicks (DVD)
- 2007: The Biggest Bang (DVD)
- 2008: Shine a Light, rendezte: Martin Scorsese
- 2010: Stones in Exile rendezte: Stephen Kijak